# John Latham (magistrato)
Sir John Greig Latham (Ascot Vale, 26 agosto 1877 – Richmond, 25 luglio 1964) è stato un magistrato e politico australiano.